# Lamzoudia
Lamzoudia (en àrab لمزوضية, Lamzūḍiyya; en amazic ⵍⵎⵥⵓⴹⵢⵢⴰ) és una comuna rural de la província de Chichaoua, a la regió de Marràqueix-Safi, al Marroc. Segons el cens de 2014 tenia una població total de 25.674 persones.